# Albertina Frederica de Baden-Durlach
Albertina Frederica de Baden-Durlach (Castelo de Karlsburg, 3 de julho de 1682 - Hamburgo, 22 de dezembro de 1755) foi uma princesa alemã, marquesa de Baden-Durlach, e avó materna da imperatriz Catarina, a Grande da Rússia.

## Família
Albertina era a oitava filha do marquês Frederico VII de Baden-Durlach e da duquesa Augusta Maria de Holstein-Gottorp. Os seus avós paternos eram o marquês Frederico VI de Baden-Durlach e a princesa Cristina Madalena do Palatinado-Zweibrücken. Os seus avós maternos eram o duque Frederico III de Holstein-Gottorp e a duquesa Maria Isabel da Saxónia.

## Biografia
Albertina casou-se com o duque Cristiano Augusto de Holstein-Gottorp no dia 2 de setembro de 1704, de quem teve onze filhos. Em 1726, o seu marido morreu e o seu filho mais velho herdou o estado de Holstein-Gottorp, mas acabaria por morrer um ano depois sem descendência, por isso o trono passou para o seu filho mais novo, o duque Adolfo Frederico que ainda era menor de idade, por isso Albertina foi sua regente. Também lhe deu os estados de Stendorf, Mönch-Neversdorf e Lenzahn para que ele tivesse uma fonte de rendimento.
Albertina descendia da família real sueca através da sua avó paterna, a condessa Cristina Madalena do Palatinado-Zweibrücken, que era irmã do rei Carlos X da Suécia e foi através dessa ligação que o seu filho Adolfo Frederico foi nomeado rei da Suécia em 1743.

## Descendência
- Hedvig Sofia de Holstein-Gottorp (9 de outubro de 1705 - 4 de outubro de 1764), abadessa de Herford a partir de 1750.
- Carlos Augusto de Holstein-Gottorp (26 de novembro de 1706 - 31 de maio de 1727), noivo da grã-duquesa Isabel Petrovna da Rússia; morreu aos vinte anos de idade.
- Frederica Amália de Holstein-Gottorp (12 de janeiro de 1708 - 19 de janeiro de 1782), freira na Abadia de Quedlimburgo.
- Ana de Holstein-Gottorp (3 de fevereiro de 1709 - 2 de fevereiro de 1758), casada com o duque Guilherme de Saxe-Gota-Altemburgo; sem descendência.
- Adolfo Frederico de Holstein-Gottorp (14 de maio de 1710 - 12 de abril de 1771), rei da Suécia de 1751 até à sua morte; casado com a princesa Luísa Ulrica da Prússia; com descendência.
- Frederico Augusto de Holstein-Gottorp (20 de setembro de 1711 - 6 de julho de 1785), deteve o título de príncipe de Eutin até receber o grão-ducado de Oldemburgo do seu primo, o czar Paulo I da Rússia; casado com a marquesa Ulrica Frederica Guilhermina de Hesse-Cassel; com descendência.
- Joana Isabel de Holstein-Gottorp (24 de outubro de 1712 - 30 de maio de 1760), casada com o príncipe Cristiano Augusto de Anhalt-Zerbst; com descendência incluindo a imperatriz Catarina II da Rússia.
- Frederica Sofia de Holstein-Gottorp (nascida e morta a 12 de junho de 1713).
- Guilherme Cristiano de Holstein-Gottorp (20 de setembro de 1716 - 26 de junho de 1719), morreu aos dois anos de idade.
- Frederico de Holstein-Gottorp (12 de março de 1718 - 1719), morreu com poucos meses de idade.
- Jorge Luís de Holstein-Gottorp (16 de março de 1719 - 7 de setembro de 1763), casado com a duquesa Sofia Carlota de Schleswig-Holstein-Sonderburg-Beck; com descendência.